# Rehwiese (Neunkirchen-Seelscheid)
Rehwiese ist ein Ortsteil der Gemeinde Neunkirchen-Seelscheid im Rhein-Sieg-Kreis. Der Hof Rehwiese entstand erst im 20. Jahrhundert.

## Lage
Rehwiese liegt am Dreisbach im Bergischen Land. Nachbarorte sind Renzert im Westen, Hohn im Nordwesten, Ohmerath im Osten und Kaule im Süden. Der Hof liegt direkt an der Bundesstraße 507.